# Also sprach Zarathustra (R. Strauss)
Also sprach Zarathustra er et tonedigt af Richard Strauss, komponeret i 1896 og inspireret af Friedrich Nietzsches filosofiske roman Sådan talte Zarathustra .
Den indledende fanfare – med titlen "Solopgang " i komponistens programnoter  – er blevet brugt i mange sammenhænge, bl. a. i Stanley Kubricks science-fiction-film, Rumrejsen år 2001.

## Struktur
Tonedigtet er i ni dele, som Strauss har givet navne efter udvalgte kapitler i romanen, kapitler som belyser centrale dele af Zarathustras filosofiske rejse og som har inspireret til musikværkets struktur.
1. " Sonnenaufgang"
2. " Von den Hinterweltlern"
3. " Von der großen Sehnsucht"
4. " Von den Freuden und Leidenschaften"
5. " Das Grablied "
6. " Von der Wissenschaft"
7. " Der Genesende"
8. " Das Tanzlied"
9. " Nachtwandlerlied "